# Scythe
Scythe  (ucraniano: Коси) es una localidad del Raión de Kotovsk en el Óblast de Odesa de Ucrania. Según el censo de 2001, tiene una población de 1012 habitantes.